# Devoto (supermercado de Uruguay)
Devoto es una cadena de supermercados e hipermercados uruguaya, perteneciente al Grupo Éxito, con locales en los departamentos de Montevideo, Canelones y Maldonado.

## Historia
Durante muchos años consistió en un emprendimiento familiar uruguayo liderado por los hermanos Devoto, de ahí el nombre. En 1997 tanto la marca como las sucursales fueron compradas por el Grupo Exxel. 
Sin embargo, varios años más tarde volvió a ser adquirido, esta vez por el Grupo Disco Casino, un grupo empresarial conformado en 1997 por el grupo francés Casino y  Disco S.A de Uruguay. 
El grupo opera un total de 52 tiendas al 2012, con una facturación de 453 millones de euros.
El Grupo Disco Casino tuvo la titularidad de todos los supermercados Devoto hasta 2012, cuando el grupo colombiano Éxito compra la empresa Spice Investment, dueña del 96,5% de las acciones de Devoto. En 2015 compró el resto de las acciones de Devoto.

## Sucursales

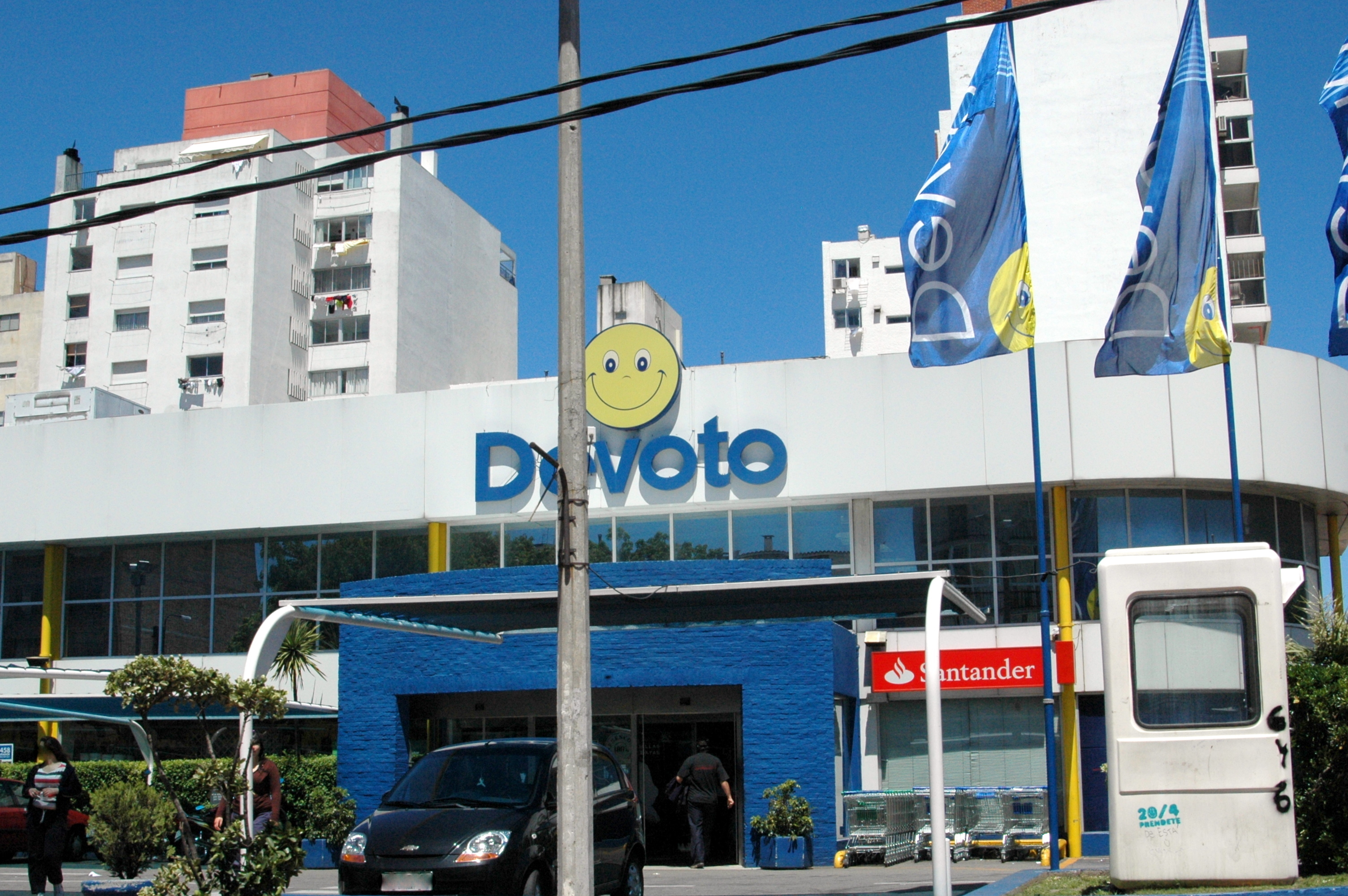
Sucursal Devoto, con su clásica carita amarilla. Dicho logo existe desde antes del furor de los emoticons.

| Sucursal              | Ciudad                                       | Ciudad         |
| Canelones             | Canelones                                    | Canelones      |
| --------------------- | -------------------------------------------- | -------------- |
| Devoto Las Piedras I  | Avenida Enrique Pouey 622                    | Las Piedras    |
| Devoto Las Piedras II | Juan Antonio Lavalleja 671                   | Las Piedras    |
| Hiper Pando           | Ruta 8                                       | Pando          |
| Devoto Shangrila      | Avenida Calcagno                             | Shangrilá      |
| Maldonado             |                                              |                |
| Devoto Punta del Este | Avenida Roosevelt                            | Punta del Este |
| HiperPiria            | Avenida Francisco Piria                      | Piriápolis     |
| Devoto Piria          | Rambla de los Argentinos                     | Piriápolis     |
| Montevideo            |                                              |                |
| Devoto Brisas         | Avenida Rivera 4502                          | Malvín         |
| Devoto Santa Mónica   | Avenida Italia 6958                          | Carrasco       |
| Devoto Colón          | Avenida Garzón 1945                          | Colón          |
| Devoto San Martín I   | Avenida San Martín 3709                      | Cerrito        |
| Devoto Sayago         | Bulevar José Batlle y Ordóñez / Camino Ariel | Sayago         |
| Hiper Agraciada       | Avenida Agraciada 3655                       | Prado          |
| Devoto San Martín II  | Avenida Gral. San Martín 3083                | Brazo Oriental |
| Devoto Arenal Grande  | Arenal Grande 2006                           | Villa Muñoz    |
| Devoto Unión          | Av. 8 de Octubre 3621 / Joanico              | Unión          |
| Devoto 26 de Marzo    | 26 de Marzo                                  | Pocitos        |
| Devoto San Quintín    | Agraciada y San Quintín 4376                 | Belvedere      |

### Fresh Market
Es la marca de supermercados de Disco como Devoto,  cuyo formato está dedicado a la comercialización y apuesta de propuestas orgánicas y saludables.

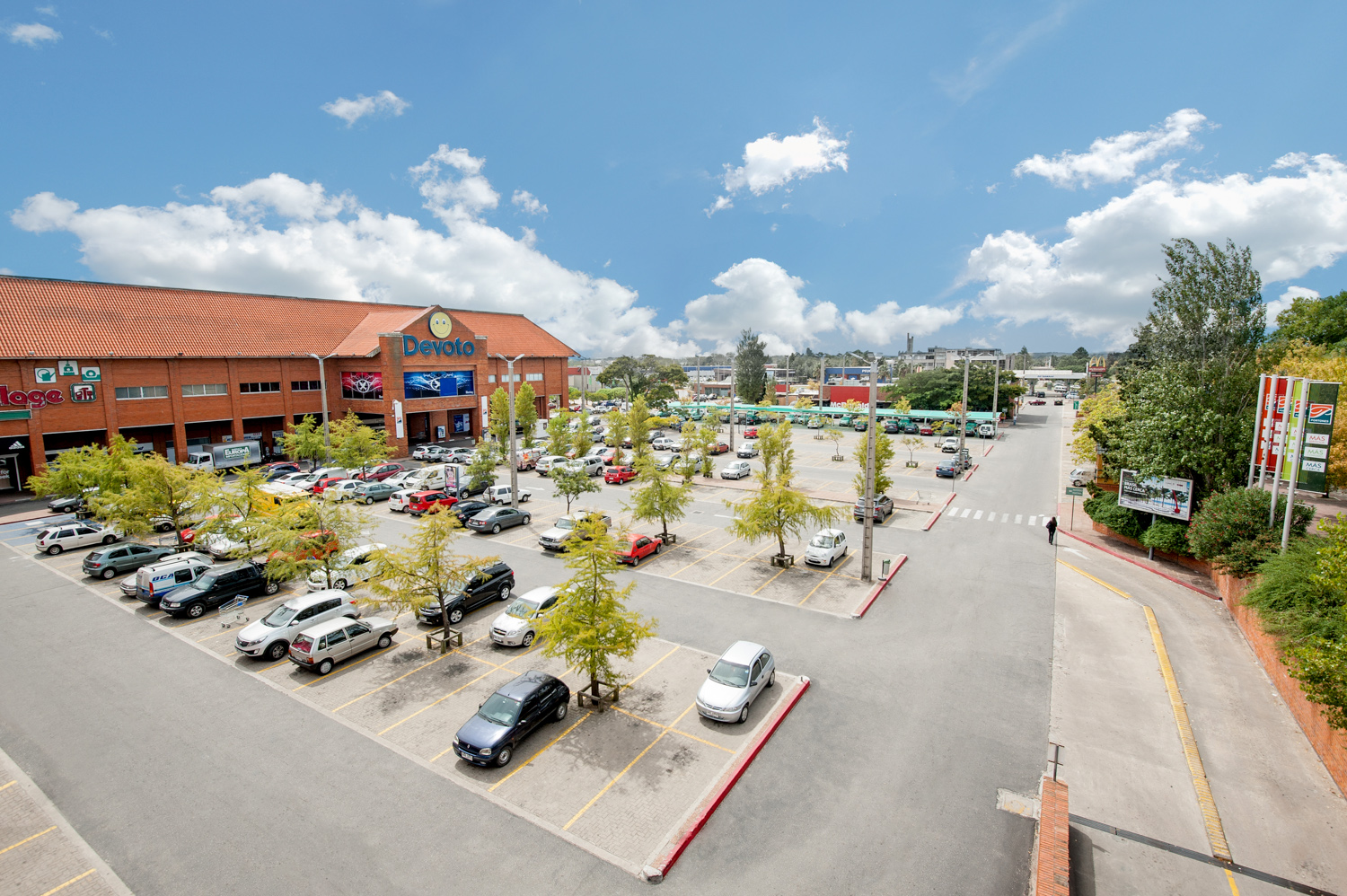
Devoto Fresh Market en Portones Shopping

| Sucursal                    | Dirección                               | Barrio            |
| Canelones                   | Canelones                               | Canelones         |
| --------------------------- | --------------------------------------- | ----------------- |
| Portal Américas             | Avenida de las Américas 6000            | Barra de Carrasco |
| Maldonado                   |                                         |                   |
| Fresh Market Punta del Este | Av Roosevelt y Parada 10                | Punta del Este    |
| Fresh Market José Ignacio   | Ruta 10 km 183 esq. Los Lobos           | José Ignacio      |
| Montevideo                  |                                         |                   |
| Portones                    | Avenida Italia 5779                     | Carrasco          |
| Carrasco                    | Avenida Bolivia 1413                    | Carrasco          |
| Punta Gorda                 | General Paz 1404                        | Punta Gorda       |
| Malvin                      | Hipólito Irigoyen 1444                  | Malvín            |
| Punta Carretas              | Coronel Mora y Agrimensor Francisco Ros | Punta Carretas    |
| Prado                       | Avenida Joaquín Suárez 3458             | Prado             |

## Devoto Express
Es el formato de pequeños minimercados de devoto, de atención rápida y ágil ubicados en distintos puntos de la ciudad. 

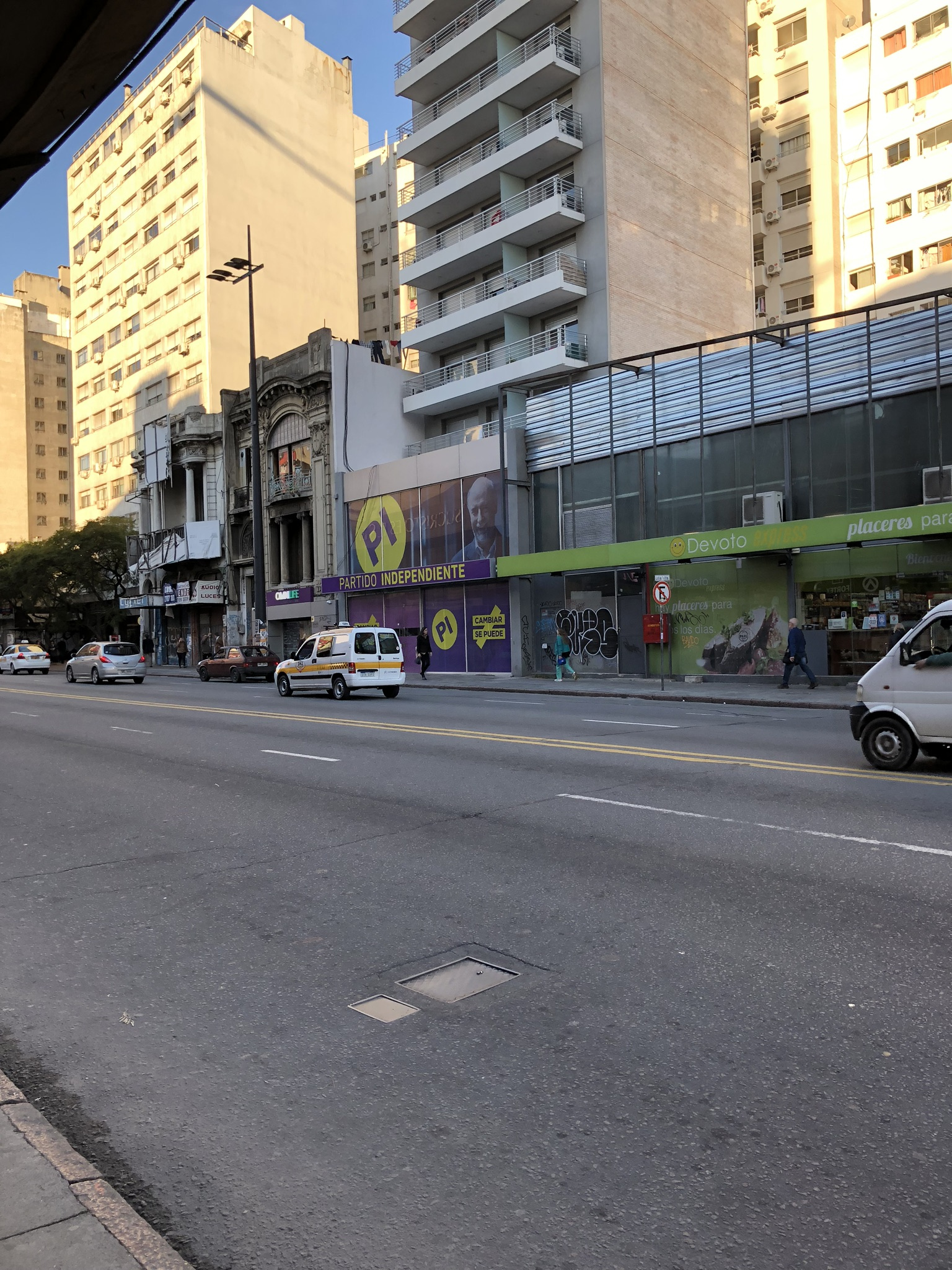
Devoto express sobre la Avenida 18 de Julio.

| Sucursal                           | Calle                                  | Barrio         |
| ---------------------------------- | -------------------------------------- | -------------- |
| Express Luis Alberto de Herrera I  | Avenida Luis Alberto de Herrera 2940   | Larrañaga      |
| Express Luis Alberto de Herrera II | Avenida Luis Alberto de Herrera 1056   | Nuevo Pocitos  |
| Express Agraciada                  | Avenida Agraciada 3655                 | Aguada         |
| Expréss Yaguarón                   | Yaguarón 2056                          | Aguada         |
| Express Libertador                 | Avenida del Libertador 1895            | Aguada         |
| Express Rondeau                    | Avenida Rondeau 2132                   | Aguada         |
| Express Bulevard y Nicaragua       | Bulevar Artigas 1989                   | Tres Cruces    |
| Express Avenida Italia             | Avenida Italia 2484                    | Tres Cruces    |
| Express Cassinioni                 | Cassinoni 1673                         | Tres Cruces    |
| Express 18 y Vázquez               | 18 de Julio y Vázquez 1492             | Cordón         |
| Express 18 y Gaboto                | 18 de Julio 1754                       | Cordón         |
| Expréss 18 y Paullier              | 18 de Julio 2160                       | Cordón         |
| Express San José                   | San José 1087                          | Centro         |
| Express Canelones                  | Canelones 1251 y Carlos Quijano        | Centro         |
| Express Mercedes                   | Mercedes 949                           | Centro         |
| Express Sarandí                    | Peatonal Sarandi 891                   | Ciudad Vieja   |
| Express Ciudadela                  | Peatonal Sarandí 700                   | Ciudad Vieja   |
| Express Misiones                   | Misiones 1                             | Ciudad Vieja   |
| Express Piedras                    | Piedras 266                            | Ciudad Vieja   |
| Bulevard y Canelones               | Bulevar Artigas 1205                   | Parque Rodó    |
| Express Rivera                     | Avenida General Rivera 3482            | Parque Rodó    |
| Express Rivera II                  | Avenida Rivera 2454                    | Parque Rodó    |
| Express World Trade Center         | Avenida Luis Alberto de Herrera        | Buceo          |
| Express Oviedo                     | Oviedo 4723                            | Malvín         |
| Express Centenario                 | Avenida Centenario y Jaime Cibils 2160 | La Blanqueada  |
| Express Carrasco                   | Camino Carrasco 6955                   | Paso Carrasco  |
| Express 21 de septiembre           | 21 de septiembre de 2715               | Punta Carretas |
| Express Berro                      | Pedro Berro 1216                       |                |
| Express 21 de septiembre II        | 21 de setiembre y Roque Graseras 2998  |                |
| Express Benito Blanco              | Benito Blanco 919                      |                |

## Servicios
- Tarjeta HiperCard

Programa de fidelidad donde los clientes pueden conseguir descuentos o acumular hipermillas en todos los supermercados Devoto, Disco y Géant para luego canjearlo por regalos.
- Home

Espacio que posee artículos para el hogar (camas, mesas, baños, decoración, jardín, muebles, audio, video, TV y electrodomésticos). También presente en sus cadenas hermanas Disco y Géant.
- Fresh Market

Zona del supermercado que agrupa la gran mayoría de productos comestibles y sus sectores afines (rotisería, fiambrería, cortes de carnes, panadería, platos calientes, etcétera). En la actualidad también funciona como marca secundaria de la cadena en gran parte de sus sucursales.
- Devoto Ring

Compras vía teléfono y entregas a domicilio.
- Devoto Net

Compras en línea y entregas a domicilio.